# かいこう
かいこうは、海洋科学技術センター（JAMSTEC; 2004年以降は海洋研究開発機構に改編）が開発・運用した有索式・遠隔操作式の無人潜水機（ROV）。
1990年代中盤の実用化以降、世界初・唯一の11,000メートル級ROVとして活躍した。また2003年の事故でビークル（子機）を喪失して以降は、7,000メートル級のかいこう7000に改造されて運用を継続した。

## 来歴
JAMSTECでは、1980年代の「しんかい2000」の運用を通じて、有人潜水調査船の効率的・安全な運航のためには、洋上基地となる支援母船と、潜航前の事前調査および事故時の救難にあたる無人潜水機（ROV）の3点セットが有効であるとしていた。
1980年代末には、しんかい2000の実績を踏まえて、より大深度への潜航が可能な「しんかい6500」が建造され、1991年より調査潜航を開始したが、同船の潜航深度に対応できるROVは、当時世界的にみても存在しなかった。このことから、「しんかい6500」の圧壊深度である10,000メートルにまで対応できる事前調査・救難装置として、1986年より開発着手されたのが本機である。

## 設計
「しんかい2000」に対応して開発された3,000メートル級ROVであるドルフィン-3Kでは、母船の船上装置とビークル本体がテザーケーブルにより直結されていたが、5,000メートル以上の大深度でこの手法を採用すると、ケーブル自体の重さに加えて強力な潮流力が作用し、ビークルの行動が大幅に制限されることが懸念された。このことから、本機では、まず一次ケーブルでランチャー（中継機）を吊り下げて、ここから二次ケーブルを繰り出してビークル（子機）を発進させるという中間ランチャー方式が採用された。
船上装置
操縦装置・制御装置、着水揚収装置、一次ケーブルハンドリング装置、データ伝送システム、音響測位システムから構成される。
一次ケーブル
母船上の一次ケーブルハンドリング装置とランチャーを結ぶ光電力複合ケーブルで、母船からの送電および制御信号の送信とともに水中部からの情報を母船に伝送する。直径45ミリ、全長12,000メートル、水中重量526 kg/km。ケーブルにかかる加重は2層のケブラー抗張力体によって保持されており、40トンの破断強度を有する。
ランチャー
自重約3トン。一次ケーブルにより母船から吊り下げられており、音響的調査のためのサイドスキャンソナー（SSS）や地層探査装置（sub bottom profiler, SBP）、またCTDセンサも備えている。これらの特性を活かして、ソナー曳航体としても使うことができる。またビークルの誘導・回収のためのビークル結合装置および二次ケーブルハンドリング装置を備えている。
二次ケーブル
ランチャーとビークルを結ぶ光電力複合ケーブルで、直径29ミリ、全長250メートル、水中重量40 kg/km。ビークルの運動性能を極力制約しないよう、抗張力体はケブラー繊維を格子状に編んだものとされ、3トンの破断強度を有する。
ビークル
目的とする調査深度で10 kgの浮力を持つように船上で浮力調整を受ける。ランチャーより発進して、スラスター7基（水平4基、上下3基）により、二次ケーブルが届く範囲で海底付近を機動する。光学的調査および試料採取を担当するため、各種カメラ（3CCDカメラ1基、CCDカラーカメラ3基、35mmスチールカメラ1基）やマニピュレーター（7自由度）を備えている。

## 運用
実海域試験は平成5年度から平成6年度にかけて、紀伊水道（1,000メートル）、南西諸島海溝（6,500メートル）、そして世界の最深部であるマリアナ海溝（11,000メートル）と、徐々に深度を増しつつ行われた。1994年3月に試みられたマリアナ海溝への挑戦は、信号系のブラックアウト、浮力材の亀裂、油圧系の損傷といった問題を生じたために断念されたが、これらの問題は、1年間に渡る徹底的な原因解明および対策によっていずれも克服され、1995年3月24日の再挑戦により、10911.4メートルへの潜行に成功した。
上記の通り、「しんかい6500」のための事前調査・救難装置として開発されたという経緯もあり、JAMSTECに引き渡されてしばらくは、同船の支援母船である「よこすか」に搭載されていた。しかしその後、ROVに頼らない救難手法が開発され、あえて同船とセットで運用する必要性が薄れたことから、世界唯一の10,000メートル級ROVである本機をより自由に運用できるよう、専用の母船である「かいれい」が建造されて、こちらに移設された。
本機はマリアナ海溝のチャレンジャー海淵に19回に渡り潜航し、1996年2月の調査で採取された試料からは、世界で初めて10,000メートル以上の水深の海底からバクテリアが分離された。また2000年にはインド洋で初めて熱水活動を発見した。これらの海洋学的活動のほかにも、対馬丸の船体発見やえひめ丸の遺留品回収、打上げ失敗したH-IIロケット8号機のエンジン部品発見など、社会的にも大きく貢献した。
しかし2003年5月29日、室戸岬沖130キロメートルの海域で、南海地震に関わる長期観測データの回収後に二次ケーブルが破断、子機ビークルを喪失した。
これにより、JAMSTECは「しんかい6500」の運用深度である6,500メートル以深での直接調査能力を失うことになり、代替手段の確保が急務となった。新ビークルの建造には相当の時間を要することから、まず、本機に次ぐ活動深度を誇っていた7,000メートル級の細径光ファイバー無人潜水機である「UROV7K」を改造し、暫定的なビークルとしたかいこう7000が開発された。同機はその後、かいこう7000-II、かいこう Mk-IVと順次に更新を重ねたものの、いずれも7,000メートル級のROVであった。JAMSTECでは、2005年より新しい10,000メートル級ROVの開発に着手しており、これはABISMOとして2007年より潜航試験を開始した。